# Max Hellberg
Max (Macke) Gustaf Hellberg, född 14 juli 1907 i Stockholm, död 15 oktober 1976 i Sofia församling i Stockholm, var en svensk målare. Hellberg var autodidakt. Hans konst består av marinmålningar och landskap från Schweiz och parisiska gatumotiv med en klar kolorit. Hellberg är begravd på Skogskyrkogården i Stockholm.